# Clarin (Bohol)
Clarin is een gemeente in de Filipijnse provincie Bohol op het gelijknamige eiland. Bij de census van 2015 telde de gemeente ruim 20 duizend inwoners.

## Geschiedenis
Clarin is ontstaan op 31 januari 1919 na afsplitsing van delen van de gemeenten Tubigon, Inabanga en Carmen. Oorspronkelijk werd de gemeente Can-ogong genoemd, naar een van de oorspronkelijke stichters, Ogong. Later werd de plaats hernoemd naar Clarin, naar de eerste gouverneur van Bohol, Anecito Clarin.

## Geografie

### Bestuurlijke indeling
Clarin is onderverdeeld in de volgende 24 barangays:
| - Bacani - Bogtongbod - Bonbon - Bontud - Buacao - Buangan - Cabog - Caboy - Caluwasan - Candajec - Cantoyoc - Comaang | - Danahao - Katipunan - Lajog - Mataub - Nahawan - Poblacion Centro - Poblacion Norte - Poblacion Sur - Tangaran - Tontunan - Tubod - Villaflor |

|  |  |

## Demografie
Clarin had bij de census van 2015 een inwoneraantal van 20.301 mensen. Dit waren 5 mensen (0,0%) meer dan bij de vorige census van 2010. Ten opzichte van de census van 2000 was het aantal inwoners gegroeid met 2.261 mensen (12,5%). De gemiddelde jaarlijkse groei in die periode kwam daarmee uit op 0,78%, hetgeen lager was dan het landelijk jaarlijks gemiddelde over deze periode (1,84%).

De bevolkingsdichtheid van Clarin was ten tijde van de laatste census, met 20.301 inwoners op 52,12 km², 389,5 mensen per km².